# Jean-Jacques Blais
Jean-Jacques Blais PC QC (* 27. Juni 1940 in Sturgeon Falls, Ontario) ist ein kanadischer Rechtsanwalt und Politiker der Liberalen Partei Kanadas, der mehrere Jahre Abgeordneter des Unterhauses sowie mehrfach Minister war.

## Leben
Nach dem Schulbesuch absolvierte Blais ein Studium, das er mit einem Bachelor of Arts (B.A.) abschloss. Ein darauf folgendes postgraduales Studium der Rechtswissenschaften beendete er zunächst mit einem Bachelor of Laws (LL.B.) sowie dann mit einem Master of Laws (LL.M.) und war im Anschluss als Rechtsanwalt tätig.
Bei der Unterhauswahl vom 30. Oktober 1972 wurde er als Kandidat der Liberalen Partei erstmals zum Abgeordneten in das Unterhaus gewählt und vertrat in diesem bis zu seiner Wahlniederlage bei der Unterhauswahl am 4. September 1984 den Wahlkreis Nipissing.
Zu Beginn seiner Abgeordnetentätigkeit war er zunächst zwischen Januar 1973 und Februar 1974 Vize-Vorsitzender des Ständigen Ausschusses für Finanzen, Handel und Wirtschaftsangelegenheiten sowie im Anschluss bis Oktober 1976 Vize-Vorsitzender des Ständigen Ausschusses für natürliche Ressourcen und öffentliche Arbeiten. Zugleich fungierte er zwischen September 1974 und Oktober 1976 als Co-Vorsitzender des Gemeinsamen Ausschusses des Parlaments von Kanada für Arbeitgeber-Arbeitnehmer-Beziehungen im öffentlichen Dienst. Darüber hinaus übernahm er in dieser Zeit auch sein erstes Regierungsamt an, und zwar von Oktober 1975 bis September 1976 als Parlamentarischer Sekretär beim Präsidenten des Kronrates.
Am 14. September 1976 wurde Blais von Premierminister Pierre Trudeau als Postminister (Postmaster General) erstmals in das 20. kanadische Kabinett berufen und übernahm in diesem im Anschluss vom 2. Februar 1978 bis zum 3. März 1979 das Amt des Solicitor General.
Nach dem erneuten Wahlsieg der Liberalen bei der Unterhauswahl am 18. Februar 1980 berief ihn Premierminister Trudeau am 3. März 1980 auch in die neugebildete 22. Regierung Kanadas, und zwar zunächst als Minister für Versorgung und Dienstleistungen. Im Rahmen einer Kabinettsumbildung wurde er am 12. August 1983 Verteidigungsminister und behielt dieses Ministeramt auch unter dem von Trudeaus Nachfolger John Turner gebildeten 23. Kabinett vom 30. Juni bis zum 16. September 1984.
Nach seinem Ausscheiden aus der Regierung und dem Unterhaus nahm Blais wieder seine Tätigkeit als Rechtsanwalt wieder auf. Daneben wurde er 1994 Vorsitzender des neugegründeten Pearson Peacekeeping Centre und bekleidete diese Funktion bis 2002.